# Lophiidae
Zeeduivels (Lophiidae) vormen een familie van vissen uit de orde van de Vinarmigen (Lophiiformes). Ze worden aangetroffen in de Noordelijke IJszee, de Indische, Atlantische en Grote Oceaan, waar ze op zanderige en modderige bodems leven, op dieptes tot 1000 meter.
Zoals de meeste andere hengelvissen hebben ze een grote kop met een grote bek en lange, scherpe en naar achteren gerichte tanden. Ook is de eerste straal van de rugvin ontwikkeld tot een hengelapparaat dat eindigt in een bolletje dat lijkt op een vleesachtige substantie en wordt gebruikt om prooien te lokken.
Enkele van de grotere soorten (tot 1,2 meter) van het geslacht Lophius zijn voor de visserij van commercieel belang. De lever van deze vissen, bekend als ankimo, wordt in Japan als delicatesse beschouwd.

## Geslachten
- Lophiodes Goode & T. H. Bean, 1896
- Lophiomus T. N. Gill, 1883
- Lophius Linnaeus, 1758
- Sladenia Regan, 1908